# XWiki
XWiki ist eine freie Wiki-Software, die in Java geschrieben wurde und deren Design auf Erweiterbarkeit ausgerichtet ist.
XWiki ist – vergleichbar mit Confluence (Atlassian) – als Enterprise Wiki einsetzbar und wird insbesondere für kollaboratives Arbeiten in Teams und für die Kommunikation von Wissen bzw. den Wissensaustausch genutzt.
Es zeichnet sich vor allem durch den WYSIWYG-Editor aus, wodurch eine Nutzung ohne Kenntnis einer Syntax möglich ist. Es können also Wiki-Seiten erstellt und verändert werden, ohne dass dafür HTML- oder MarkDown-Kenntnisse erforderlich wären. Des Weiteren gibt es einen auf OpenDocument beruhenden Dokumenten-Import und -Export. Aufgrund der genutzten Solr-Volltextsuche werden bei einer Suche im Wiki Dateien und Wiki-Seiten gleichermaßen durchsucht.
Die Datenbank-Engine (JDBC) erlaubt die Nutzung verschiedener Datenbanksysteme, z. B. MySQL, PostgreSQL.
Der XWiki-Code ist unter der GNU Lesser General Public License lizenziert und wird auf GitHub gehostet.

## Features
- Seitenstrukturierung / Seitenhierarchie
- Dashboard
- Makros (z. B. Inhaltsverzeichnis, Anzeige untergeordneter Wiki-Seiten, PDF-Vorschau …)
- Blog
- Forum
- Granulares Rechte- und Rollenkonzept
- Dateienmanager
- Versionshistorie
- Erstellung eigener Vorlagen und Formulare
- Zahlreiche Erweiterungen bspw. für Projektmanagement (Aufgabenverwaltung, Kalender, Umfragen …)

## Erweiterbarkeit und Integrationen
Das X in XWiki steht für den englischen Begriff „eXtensible“, also erweiterbar. Eine Besonderheit ist dabei die „App within Minutes“, mithilfe derer auch Anwender ohne Programmierkenntnisse eine eigene Erweiterung erstellen können.
Darüber hinaus stehen viele kostenlose Erweiterungen zur Verfügung, die über den Extension-Manager in XWiki installiert werden können. Diese ermöglichen beispielsweise die Integration von Jira oder GitLab. Zur Authentifizierung von Usern existieren unter anderem Erweiterungen für OpenID Connect und LDAP.

## Internationalisierung und Verbreitung
XWiki ist in mehr als 30 Sprachen übersetzt und wird in über 40 Ländern eingesetzt.
Die aktuelle Anzahl der aktiven Installationen kann auf den Webseiten der XWiki-Community eingesehen werden. Demnach gibt es mehr als 6000 aktive Installationen mit einer XWiki-Version höher 6.1.
Das bekannteste Beispiel eines öffentlich zugänglichen Wikis, welches auf XWiki basiert, ist das Wiki der Open Source Initiative.

## Presse und Öffentlichkeit
Seit der Ankündigung von Atlassian über das Ende der Server-Lizenzen von Confluence erfährt XWiki zunehmend Beachtung in Presse und Fachöffentlichkeit.
In verschiedenen Artikeln, Beiträgen und Testberichten wird XWiki als Alternative zu Confluence untersucht und dabei unter anderem als „[…] eine der wenigen Profilösungen, die kostenlos auf eigener Hardware installiert werden darf“ eingestuft.
Seit 2015 wurde XWiki regelmäßig auf Fachkonferenzen wie FOSDEM und OW2con vorgestellt.

## Geschichte und Zusammenhang mit XWiki SAS
XWiki wurde 2004 von Ludovic Dubost entwickelt, der auch Gründer und Geschäftsführer der Firma XWiki SAS ist. XWiki SAS bietet Dienstleistungen rund um XWiki an, darunter Hosting, Support, Konfiguration und Schulungen. Neben diesen klassischen SaaS-Dienstleistungen unterstützt die Firma auch bei der Erstellung eines Proof of Concept oder entwickelt Features basierend auf Kundenwünschen. Somit kommen Einnahmen der Firma indirekt der Open-Source-Software XWiki zugute. In seinem Vortrag auf der FOSDEM-Konferenz 2018 erläuterte Ludovic Dubost das Geschäftsmodell der Firma XWiki SAS und die Herausforderung, die Interessen der Firma in Einklang zu bringen mit den Interessen der Open Source Community. Besonders wichtig seien dabei Transparenz und eine klare Trennung zwischen der Open-Source-Software und den Dienstleistungsfirmen.